# 馬禮遜堂
馬禮遜堂（英語：Morrison Hall）是香港大學中十三間提供住宿的舍堂之一。

## 歷任舍監
- 博克塞 先生（S. Boxer）
- 侯智恒 先生
- 2011年至2017年：梁美儀 先生
- 2017年至今：鄧智偉 先生

## 歷史
1913年，馬禮遜堂成立，座落於克頓道，當年九月只有1名學生入住。到了下一年的元旦，已增加為21人入住。
馬禮遜堂命名由來是因馬禮遜博士將個人藏書經由倫敦傳道會贈予香港大學，而馬禮遜博士（Dr. Robert Morrison）是倫敦傳道會（London Missionary Society）早期的蘇格蘭籍傳教士，也是第一個把聖經翻譯成中文的人。馬禮遜堂作為香港大學最早期的男生宿舍之一，其堂友以團體精神和體育活動超卓見稱。第二次世界大戰結束後，舍堂曾於1948年重修，1968年正式關閉。目前，至少仍有兩名舊堂友居於馬禮遜堂的克頓道原址。
1997年，香港大學計劃增建學生宿舍，舒緩當時大學宿位不足的情況。舊馬禮遜堂堂友於當年一月在校長寓所舉行聚餐，提議重建馬禮遜堂及成立籌款委員會，以延續馬禮遜博士的精神。此後，「重建馬禮遜堂」計劃於2002年正式展開，整個計劃耗資1億元，除去部份費用由政府及賽馬會資助外，籌款目標額為二千萬港元。重建計劃的奠基儀式於2003年2月22日舉行，並於2005年3月12日竣工完成。現在的馬禮遜堂，位於薄扶林道109號香港大學賽馬會第二舍堂村，何世光夫人體育館側，提供三百個本地及非本地生的宿位。當中，約一半的宿位為本科生宿位，為男本科生提供理想的學習和居住環境；另一半的宿位則為研究生宿位，容納約150名男、女研究生。因此，馬禮遜堂有較高的外地與本地住宿生比例，使堂友有更多的機會接觸不同國籍的學生，擴展視野。

## 知名宿生
- 前行政局首席議員簡悅強爵士
- 第一位華人御用大律師張奧偉爵士
- 遺傳學家簡悅威教授
- 前行政會議召集人鍾士元爵士
- 前工務局拓展署署長周子京教授
- 前政務司廖本懷太平紳士
- 前香港建築師學會會長李景勳先生
- 退休大法官廖子明 [1]
- 前香港大學校長鄭耀宗教授

## 格言
- 拉丁文：Deo Adjuvante Labor Proficit
- 英文：God helps those who work together to progress " 神助協力共進者。 " (中譯)

## 外部連結
- 馬禮遜堂網頁 （页面存档备份，存于）
- 香港大學歷史 （页面存档备份，存于）
- 香港大学重建马礼逊堂 （页面存档备份，存于）